# Nés quelque part (téléfilm)
Pour les articles homonymes, voir Né quelque part.
Nés quelque part est un téléfilm français réalisé par Malik Chibane, diffusé le 19 janvier 1998 sur Arte.

## Synopsis
le jeune Farid doit sauver la maison de son père et a la suite il est avec son cousin pour tenter de joindre l'europe.

## Fiche technique
- Réalisateur : Malik Chibane
- Scénario : Judith Cahen et Malik Chibane
- Musique : Daniel Thirard
- Décors : Eliane Magrina, Valérie Teysseyre
- Costumes : Jacotte Perrier
- Photographie : Georges Lechaptois et Daniel Bach
- Son : Marc-Antoine Beldent, Didier Marchandise
- Production : Nadia Hasnaoui
- Durée : 86 minutes
- Pays :  France
- genre : Comédie dramatique

## Distribution
- Sami Bouajila : Driss Bourafia
- Thomas Pitiot : Thomas de Bonasse
- Nozha Khouadra : Soukeina Guerchouche
- Barbara Schulz : Chloé
- Adama Yatinga : Jérémie
- Elisabeth Rodriguez : Naomé
- Rachid Djaïdani : Mickael
- Faouzi Tarkhani : Le chanteur
- Sonia Muller : Figurant danseuse
- Patrick Dartois : Figurant danseur

## Autour du film
Le film a été tourné à Sarcelles et à Paris